# Helsted Fremad IF
Helsted Fremad IF er en dansk fodboldklub fra Helsted ved Randers. Klubbens førstehold spiller i JBU's Jyllandsserie. Klubben har en stor ungdomsafdeling, hvor fra der kommer blandt andet et par ganske prominente navne, der senere er kommet til Randers' store klub, Randers FC, heriblandt Nicolai Brock-Madsen og Nicolai Poulsen. Helsted Fremad IF spiller i grønt.